# 利巴罗斯
利巴罗斯（法語：Libaros，法語發音：[libaʁɔs]）是法国上比利牛斯省的一个市镇，属于塔布区。

## 地理
利巴罗斯（43°15'13"N, 0°23'28"E）面积9.08 平方千米，位于法国奧克西塔尼大區上比利牛斯省，该省份为法国西南部内陆省份，北至热尔省，西接大西洋比利牛斯省，南与西班牙接壤，东临上加龙省。
与利巴罗斯接壤的市镇（或旧市镇、城区）包括：皮达里约、博讷丰、康皮藏、加朗、蒙塔斯特吕克、桑图、图尔努德旺。
利巴罗斯的时区为UTC+01:00、UTC+02:00（夏令时）。

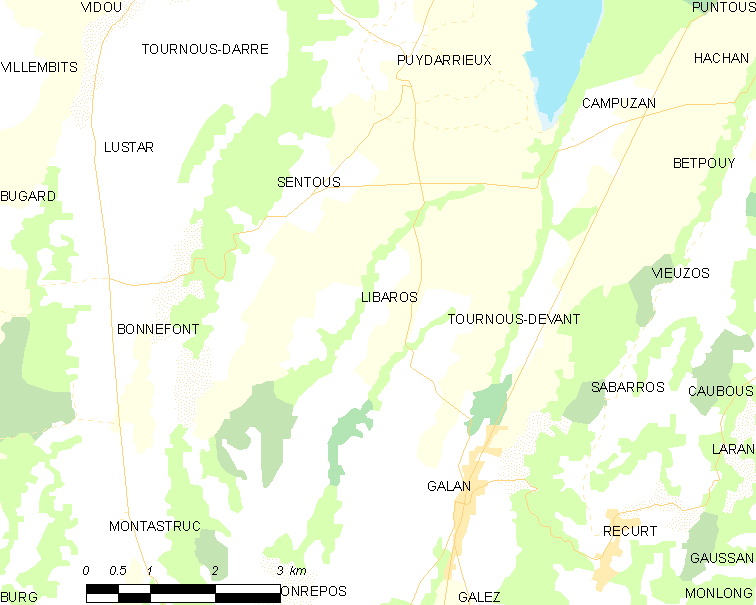
利巴罗斯的OSM定位图

## 行政
利巴罗斯的邮政编码为65330，INSEE市镇编码为65274。

## 政治
利巴罗斯所属的省级选区为阿罗斯河与巴伊斯河谷县。

## 人口

1962-2008年间利巴罗斯人口变化图示

利巴罗斯于2022年1月1日时的人口数量为136人。